# CKV Sparta (Zwolle)
Korfbalvereniging Sparta is een Nederlandse korfbalvereniging uit Zwolle. 

## Geschiedenis
De club is opgericht op 25 april 1946 en is de vierde korfbalvereniging uit Nederland met de clubnaam Sparta. 
Sinds 2019 speelt de selectie in de zaal in de Hoofdklasse.

## Accommodatie
Veldwedstrijden worden gespeeld op kunstgras, gelegen aan de Nijenhuislaan in Zwolle en de zaalwedstrijden worden gespeeld in het Victorium.